# الكلية الجوية (مصر)
الكلية الجوية هي كلية عسكرية مصرية وإحدى كليات الأكاديمية العسكرية المصرية، متخصصة في التدريب على الطائرات المقاتلة شعارها (الإيمان - التضحية - المجد) أسست عام 1951. كما تعد أحد الكليات العسكرية العريقة في الشرق الأوسط وتخرج ضباط اكفاء قادرين علي تحمل المسئولية ومواجهة احدث التحديات في مجال الطيران.

## مهمة الكلية الجوية
إعداد وتخريج الضباط من مختلف التخصصات والمؤهلين علميا وعمليا لاستيعاب تكنولوجيا العصر والتعامل بكفاءة مع طائرات القوات الجوية. مدة الدراسة بالكلية اربع سنوات. وتبعيتها لقيادة القوات الجوية ومقرها مدينة بلبيس بالشرقية ومن أبرز خريجيها الرئيس السابق محمد حسني مبارك مارس 1950، كما أنه تولى قيادة الكلية من نوفمبر عام 1967 إلى يونيو 1969.

## فروع

### طيران مقاتلات
مهام طيران المقاتلات:
- تدمير الاهداف المعادية سواء برية أو بحرية أو جوية
- الاستطلاع الجوي
- ارباك وشل نظام القيادة والسيطرة المعادي
- تدمير وشل مدفعيات وقواعد إطلاق الصواريخ
- مهاجمة المطارات
- حماية الاهداف الحيوية بالدولة
- التمهيد النيراني
- التعامل مع وسائل الدفاع الجوي
- التصوير الجوي

المراقبة

## طيران هيليكوبتر
مهام طيران الهيليكوبتر
- النقل
- تدمير الدبابات
- معاونة قوات الابرار
- تدمير الغواصات
- التعامل مع قوات العدو البرية
- الابرار الجوي
- البحث والإنقاذ
- الإطفاء
- بث الالغام
- تصحيح نيران المدفعية

## طيران مواصلات
مهام طيران المواصلات
- نقل الافراد والمعدات
- إسقاط المظليين
- امداد القوات بالذخائر والمواد الاخري
- الاخلاء الطبي للجرحي والمرضي
- التصوير الجوي

## جوي
وهي إدارة منظومة الحركة الجوية سواء من الجو (الطيران الملاحي علي (الطائرات المقاتلة-الهيليكوبتر-المواصلات)-طائرات الإنذار المبكر (التوجيه)) أو من ابراج المراقبة أو من الرادارات الموجودة في ابراج المراقبة أو مراكز التوجيه. تنقسم إلي:

### ملاحة
وهي توجيه (طائرات-سفن-سيارات)من مكان لاخر والقدرة علي تحديد مكانها في أي وقت
أنواع الملاحة:
- ملاحة برية: وتستخدم في سباق السيارات في الصحراء وخلال رحلات الصيد والاستكشافات البرية.
- ملاحة بحرية: وتستخدم مع القطع البحرية لتوجيهها من مكان لاخر.
- ملاحة جوية: وهي علم توجيه الطائرة من مكان لاخر والقدرة علي تحديد مكانها في أي وقت أثناء الطيران وهي أصعب أنواع الملاحة.

### مهام ودور الملاحة في القوات الجوية
1. معرفة مكان الطائرة في أي وقت أثناء الطيران
2. ضمان وصول الطائرات لأهدافها في الوقت والمكان المحددين بأمان مع تحقيق أكبر نسبة نجاح
3. اختيار التسليح وأسلوب الاستخدام المناسب للطلعة لضمان تحقيق أكبر نسبة نجاح للمهام المكلفة بها
4. عمل حسابات الوقود التي تضمن بقاء الطائرة أطول فترة في الجو
5. توجيه الطائرات الي اهدافها في الجو
6. اتخاذ الاجراءات لتامين الطائرات ضد وسائل الدفاع الجوي المعادي أثناء تنفيذ مهامها في الذهاب والعودة
7. متابعة حالة الطقس والارصاد الجوية لتأمين سلامة الطيران وتحقق أفضل نجاح للطلعة الجوية.
8. عمل الحسابات التكتيكية في إسقاط المظليين
9. عمل الحسابات لقذف القنابل والصواريخ في الطائرات القاذفة

### طرق الملاحة الجوية
1. الملاحة بالرؤية
2. الملاحة التقديرية
3. الملاحة اللاسلكية
4. الملاحة الفلكية
5. الملاحة بالأقمار الصناعية

### الطائرات التي يطير عليها الملاح الجوي
- الطائرات القاذفة
- الهيليكوبتر
- المواصلات

### مراقبة جوية
: وهي إدارة الحركة الجوية بغرض:
1. منع الحوادث بين (الطائرات والأخرى – بين الطائرات والعوائق الجوية)
2. تسهيل الحركة الجوية.
3. تحقيق عامل الأمان بين الطائرات.
4. الإشراف والمسئولية عن جميع نواحى المطار من إنارة وإسعاف وإطفاء.
5. إعطاء أي معلومات تحذيرية قد تتعرض لها الطائرة.
6. منع التصادم بين الطائرات على أرض المطار وتوجيه الطائرات من وإلى المدرجات والمواقف.
7. المحافظة على حركة الطائرات بشكل سريع منتظم وآمن.
8. توفير المعلومات اللازمة للطائرات على الأرض وفي الجو لتوفير رحلة ممتازة وآمنه.
9. إبلاغ الجهات اللازمة في حال احتياج الطائرة إلى فرق البحث والإنقاذ أو في حال الحوادث لا قدر الله.

وتنقسم المراقبة إلى:
1. مراقبة المطار tower
2. مراقبة الاقتراب approach
3. مراقبة المنطقة area

### التوجيه الجوي
يعنى توجيه الطائرات المقاتلة لصد وتدمير الطائرات المعادية في الجو لمنعها من تنفيذ مهامها ويتم عن طريق الموجه الجوي الذي يقوم بحسابات دقيقة وفي وقت معين وفي مكان معين على شاشة الرادار ويتم هذا اما عن طريق محطات الرادار الأرضية أو في الرادارات المحملة علي طائرات الإنذار المبكر مثل الايواكس أو أي تو سي.
الهدف من توجيه المقاتلات:
1. توجيه الطائرات المقاتلة إلى أنسب موقع لمهاجمة وتدمير الأهداف المعادية.
2. السيطرة على الطائرات أثناء تنفيذها لمهامها المختلفة في التدريب والعمليات وتأمين عودتها لقواعدها سالمة بالتنسيق مع قوات الدفاع الجوى.
3. توجيه طائرات البحث والإنقاذ إلى مناطق تنفيذ المهام.

يتم تدريب طلبة القسم المتوسط علي الطائرة قروب جي 115 كما يتم تدريب القسم النهائي طيران مقاتلات علي الطائرة k-8 والقسم النهائي هيلكوبتر علي الطائرة tocano ويتم تدريب القسم نهائي جوي علي الطيران الملاحي علي الطائرة baffalo والسفر طلعة خارج البلاد لأغراض التدريب كما يتم التدريب علي المقلد الرإداري سواء للتوجيه أو المتابعة.
الكلية الجوية: تقبل الحاصلين على شهادة الثانوية العامة والأزهرية والشهادات المعادلة بقسميها العلمى والأدبى، وألا يزيد السن في 1 / 11 / 2020 عن 21 سنة، وأن تكون النسبة المئوية للمجموع 65 % فأكثر.

## مدة الدراسة
اربع سنوات  يدرس فيها الطالب:
علوم عسكريـــة عامـــة.
علوم إدارية وانسانيــــة.
علوم الطيران والملاحة الجويـة.

## المؤهل الدراسي
- يمنح خريج الكلية الجوية (فرع الطيران) بكالــــــوريوس الطيران وشــــارة الطيــــران ويمنح رتبة ملازم طيار تحت الاختبار.
- يمنح خريج الكلية الجوية (فرع الملاحة) بكالوريوس الملاحة الجوية وشارة الملاحة الجوية ويمنح رتبة ملازم جوي تحت الاختبار.

ويمكن للخريج أن يستكمل دراسته العسكرية في الحصــــول على ماجستير العلوم العسكرية والزمالة ودرجة الدكتوراه

## الشهادات التي تمنحها الكلية الجوية للطلبة
- طيران:

1. رخصة طيران خاص private pilot licence
2. رخصة طيران تجاري commercial pilot licence
3. بكالريوس الطيران
4. شارة طيران

- جوي:

1. دورة أساسية مراقبة جوية basic air traffic training course
2. اهلية مراقبة مطار aerodrome control training course
3. بكالريوس العلوم الجوية
4. شارة جوي

## الدول العربية والأفريقية والآسيوية التي تخرج لها طيارون وجويون من الكلية الجوية
السعودية - المغرب - الجزائر - ليبيا - الأردن - سوريا - العراق - البحرين - السودان - الإمارات - الكويت - اليمن - الصومال - زيمبابوي - تشاد - غينيا - نيجيريا - فولتا العليا - زامبيا - تنزانيا - زائير - بوروندي - أنغولا - كينيا - ماليزيا.
جزر القمر

## مديري الكلية
- لواء طيار أركان حرب / أحمد الشاذلي.[1]
- لواء طيار أركان حرب / مدحت كامل.[2]
- لواء طيار أركان حرب / يسري عبد الحميد هلال.[3]
- لواء طيار أركان حرب / علي حسن علي.[4]
- لواء طيار أركان حرب / عزت متولي إبراهيم.[5]
- لواء طيار أركان حرب / هشام أحمد هاشم.[6]
- لواء طيار أركان حرب / ياسر جبر فرج.[7]
- لواء طيار أركان حرب / عماد عبد المحسن.[8]
- لواء طيار أركان حرب / جمال حسن محمد.[9]
- لواء طيار أركان حرب / عبد المنعم شومان.[10]
- لواء طيار أركان حرب / حسن محمد حسن.[11]
- لواء طيار أركان حرب / مجدي جلال شعراوي.[12]
- لواء طيار أركان حرب / حازم شاش.[13]
- لواء طيار أركان حرب / محمد حسني مبارك (1967 - 1969).[14]